# FDJ-Suez
FDJ-Suez ist ein französisches Radsportteam im Frauenradrennsport.

## Organisation und Geschichte
Das Team fuhr ab der Saison 2006 mit einer Lizenz als UCI Women’s Team zunächst unter dem Namen Vienne Futuroscope im internationalen Straßenradsport. Mit Sitz in Jaunay-Marigny waren anfänglich Hauptsponsoren das Département Vienne sowie der im Département Vienne gelegene Freizeitpark Futuroscope. Die regionale Verbundenheit wurde später mit der ehemaligen Region Poitou-Charentes sowie der Region Nouvelle-Aquitaine als Titelsponsor fortgeführt. Der ersten internationalen Sieg für das Team erzielte 2009 Karine Gautard-Roussel mit einem Etappenerfolg bei der Tour Féminin en Limousin. 
Zur Saison 2017 konnte als weiterer Titelsponsor die französische Lotterie Française des Jeux (FDJ) gewonnen werden, die bereits langjähriger Sponsor des Männerteams FDJ war. Durch den neuen Sponsor gibt es eine Kooperation und gemeinsame Programme mit dem Männerteam, das Frauenteam blieb jedoch als eigenständiges Team mit eigenen Strukturen bestehen. 2020 gehörte das Team unter dem Namen FDJ Nouvelle-Aquitaine Futuroscope zu den ersten acht Mannschaften, die eine Lizenz als UCI Women’s WorldTeam erhielten. Den ersten Sieg auf der UCI Women’s WorldTour erzielte im selben Jahr Évita Muzic mit dem Gewinn der letzten Etappe des Giro d’Italia Donne. 
In der Saison 2022 konnte das Team bis Mitte Juni achte Siege einfahren, davon vier auf der WorldTour. Unter anderen entschied Marta Cavalli mit dem Amstel Gold Race und dem La Flèche Wallonne zwei renommierte Rennen. Nach den Erfolgen des Teams wurde noch im Verlauf der Saison der französische Umweltkonzern Suez zweiter Hauptsponsor des Teams, mit dem die notwendigen finanziellen Mittel für den Erhalt der Konkurrenzfähigkeit aufgebracht werden. Nach 16 Saisonerfolgen im Jahr 2022 war die Saison 2023 mit 19 Siegen die bisher erfolgreichste Saison des Teams.
Zur Saison 2025 erfolgte ein größerer personeller Umbruch. Mit Marta Cavalli, Cecilie Uttrup Ludwig und Grace Brown verließen drei Leistungsträgerinnen das Team, dafür konnten die Weltranglistenerste Demi Vollering sowie mit Juliette Labous eine weitere Rundfahrtspezialistin verpflichtet werden. Parallel dazu wurde Specialized neuer Fahrradausrüster.

## Platzierungen in UCI-Ranglisten
UCI Weltcup 
| World Cup   | World Cup   | World Cup                       | World Cup |
| Jahr        | Teamwertung | Einzelwertung                   |           |
| ----------- | ----------- | ------------------------------- | --------- |
| 2006        | 19.         | Nathalie Jeuland (77. )         |           |
| 2007        | 10.         | Marina Jaunâtre (27. )          |           |
| 2009        | 25.         | Pascale Jeuland (56. )          |           |
| 2010        | 22.         | Christel Ferrier Bruneau (45. ) |           |
| 2011        | 29.         | Karol-Ann Canuel (97. )         |           |
| 2012        | 14.         | Karol-Ann Canuel (37. )         |           |
| 2013        | 19.         | Karol-Ann Canuel (31. )         |           |
| 2014        | 22.         | Roxane Fournier (51. )          |           |
| 2015        | 14.         | Roxane Fournier (39. )          |           |
|             |             |                                 |           |
| Quelle: UCI |             |                                 |           |

UCI Women’s WorldTour
| UCI World Tour | UCI World Tour | UCI World Tour               | UCI World Tour |
| Jahr           | Teamwertung    | Einzelwertung                |                |
| -------------- | -------------- | ---------------------------- | -------------- |
| 2016           | 13.            | Roxane Fournier (20. )       |                |
| 2017           | 10.            | Shara Gillow (19. )          |                |
| 2018           | 15.            | Shara Gillow (59. )          |                |
| 2019           | 16.            | Emilia Fahlin (40. )         |                |
| 2020           | 9.             | Cecilie Uttrup Ludwig (10. ) |                |
| 2022           | 4.             | Marta Cavalli (7. )          |                |
| 2023           | 6.             | Cecilie Uttrup Ludwig (13. ) |                |
| 2024           | 7.             | Évita Muzic (9. )            |                |
|                |                |                              |                |
| Quelle: UCI    |                |                              |                |

UCI World Ranking
| UCI Ranking | UCI Ranking | UCI Ranking                     | UCI Ranking |
| Jahr        | Teamwertung | Einzelwertung                   |             |
| ----------- | ----------- | ------------------------------- | ----------- |
| 2006        | 15.         | Marina Jaunâtre (43. )          |             |
| 2007        | 10.         | Marina Jaunâtre (17. )          |             |
| 2008        | 26.         | Karine Gautard-Roussel (104. )  |             |
| 2009        | 21.         | Karine Gautard-Roussel (94. )   |             |
| 2010        | 18.         | Christel Ferrier Bruneau (79. ) |             |
| 2011        | 18.         | Karol-Ann Canuel (64. )         |             |
| 2012        | 18.         | Carlee Taylor (83. )            |             |
| 2013        | 19.         | Karol-Ann Canuel (51. )         |             |
| 2014        | 21.         | Roxane Fournier (65. )          |             |
| 2015        | 14.         | Roxane Fournier (32. )          |             |
| 2016        | 14.         | Roxane Fournier (26. )          |             |
| 2017        | 11.         | Shara Gillow (25. )             |             |
| 2018        | 18.         | Roxane Fournier (54. )          |             |
| 2019        | 21.         | Stine Borgli (43. )             |             |
| 2020        | 10.         | Cecilie Uttrup Ludwig (9. )     |             |
| 2022        | 4.          | Cecilie Uttrup Ludwig (9. )     |             |
| 2023        | 5.          | Cecilie Uttrup Ludwig (7. )     |             |
| 2024        | 8.          | Évita Muzic (9. )               |             |
|             |             |                                 |             |
| Quelle: UCI |             |                                 |             |

## Mannschaft 2025
| Teamkader 2025          | Teamkader 2025    | Teamkader 2025 | Teamkader 2025                   |
| Name                    | Geburtsdatum      | Land           | Vorheriges Team                  |
| ----------------------- | ----------------- | -------------- | -------------------------------- |
| Loes Adegeest           | 7. August 1996    | Niederlande    | IBCT (2022)                      |
| Nina Buysman            | 16. November 1997 | Niederlande    | Human Powered Health (2023)      |
| Elise Chabbey           | 24. April 1993    | Schweiz        | Canyon-SRAM Racing (2024)        |
| Léa Curinier            | 21. April 2001    | Frankreich     | Team dsm-firmenich (2023)        |
| Coralie Demay           | 10. Oktober 1992  | Frankreich     | St Michel-Mavic-Auber 93 (2023)  |
| Eugénie Duval           | 3. Mai 1993       | Frankreich     |                                  |
| Célia Gery              | 4. Januar 2006    | Frankreich     |                                  |
| Vittoria Guazzini       | 26. Dezember 2000 | Italien        | Valcar-Travel & Service (2021)   |
| Amber Kraak             | 29. Juli 1994     | Niederlande    | Team Jumbo-Visma (2023)          |
| Juliette Labous         | 4. November 1998  | Frankreich     | Team dsm-firmenich PostNL (2024) |
| Marie Le Net            | 25. Januar 2000   | Frankreich     | Breizh Ladies (2018)             |
| Lauren Molengraaf       | 5. Oktober 2005   | Niederlande    |                                  |
| Évita Muzic             | 26. Mai 1999      | Frankreich     | VC Morteau Montbenoit (2017)     |
| Églantine Rayer         | 12. Juni 2004     | Frankreich     | Team dsm-firmenich PostNL (2024) |
| Alessia Vigilia         | 1. September 1999 | Italien        | Top Girls Fassa Bortolo (2023)   |
| Demi Vollering          | 15. November 1996 | Niederlande    | SD Worx-Protime (2024)           |
| Jade Wiel               | 2. April 2000     | Frankreich     | VC Morteau Montbenoit (2018)     |
| Ally Wollaston          | 4. Januar 2001    | Neuseeland     | AG Insurance-Soudal Team (2024)  |
|                         |                   |                |                                  |
| Quelle: ProCyclingStats |                   |                |                                  |